# مختصر تاريخ دمشق (كتاب)
مختصر تاريخ دمشق. هو كتاب صنفه ابن منظور اختصر كتاب تاريخ دمشق لـابن عساكر.
قرأ ابن منظور الكتاب ووعاه، ثم أقدم عليه يختصره من ناحية: الأسانيد والمتون. هذب السند حتى لم يُبق إلا جزء يسير منه أحيانا، وهذب الروايات، فحذف المتعدد منها تارة، وجمع بين الروايات في رواية واحدة تارة أخرى.